# حنان قطان
حنان قطان، (1962-)، منتجة أفلام أردنية من أصل فلسطيني. ولدت حنان في 22 مايو عام 1962. تقيم في بريطانيا حالياً وهي مديرة ومؤسسة شركة Enlightenment Productions الموجودة في المملكة المتحدة وكندا بالشراكة مع المخرج شميم صريف والتي حازت عام 2014 على جائزة the Kingston Business Excellence Awards وهي جائزة أفضل شركة في قطاع الإعلام والإبداع. نشرت كتابها الأول إزرع أرباحك " Grow Your Profits" حول التسويق غبر الإنترنت عام 2012 من خلال شركتها، وفي عام 2013 فازت بجائزة رائدة أعمال العام في حفل جوائز كينجستون للأعمال "the Kingston Business Awards".

## حياتها العملية
حازت حنان على جوائز عديدة في الإنتاج والإخراج، تعمل حالياً على إنتاج فيلمها الخامس Polarized والذي تم تصويره في مدينة مانيتوبا عام 2021. حصل فيلمها Despite the Falling Snow " على الرغم من تساقط الثلوج" على 13 جائزة ونجمة Rebecca Ferguson . تعمل حالياً على تطوير إنتاج أفلام ومسلسلات تركز على البطلات وصانعات الأفلام مثل سلسلة بروتوكول أثينا The Athena Protocol series.
كان فيلمها الأول أنا لا أستطيع التفكير جيداً " I Can't Think Straight " والذي عرض في مهرجان بالم سبرينغز "Palm Springs Festival" وحصل على 11 جائزة، ثم فيلمها الثاني العالم غير مرئي " The World Unseen" والذي نال على 23 جائزة دولية بعد عرضه في مهرجان تورنتو السينمائي. أما فيلمها الوثائقي الطويل بيت الغد "The House of Tomorrow" والذي تم إنتاجه عام 2011 كانت فكرته مستوحاة من مؤتمر TEDxHolyLand والذي تم تنظيمه في مدينة القدس.
وهي عضوة في الأكاديمية البريطانية لفنون السينما والتلفزيون "British Academy of Film and Television Arts" ويتم اختصارها ب BAFTA وجمعية منتجي الأفلام الكندية. وتم اختيارها كمتحدثة في عدة ندوات ومؤتمرات مثل DLD Women و BAFTA و مؤتمر مؤسسة الفيلم البريطانية. وساهمت خلال مشاركاتها بجمع الأموال لصندوق نيلسون مانديلا للأطفال.
أعلنت قطان وصريف عن فيلمهما على الرغم من تساقط الثلوج في مهرجان كان السينمائي عام 2013 وكان بطولة الممثلة السويدية ريبيكا فيرجسون وتشارلز دانس.حصل الفيلم على 13 جائزة حتى الآن ، 3 منها في مهرجان براغ السينمائي الدولي و 3 أخرى في مهرجان ميلان السينمائي الدولي وجوائز أخرى في لوس أنجلوس، مانشستر، سيدونا، بوفالو، سوهو وأورلاندو.
افتتحت قطان مطعمها الفلسطيني في مدينة سوهو لندن عام 2016 وأطلقت عليه اسم مطبخ تابون.

## حياتها الشخصية
في 23 سبتمبر 2015 تزوجت من  من الروائية البريطانية شميم صوريف في مكتب تسجيل تشيلسي في لندن، بعد أن عاشتا معاً ما يقارب 20 سنة ولهما ابنان. وتعيش حنان وزوجتها شميم في مدينة ساري في كندا.

## أفلامها
- لا أستطيع التفكير جيداً "I Can't Think Straight " أنتج عام 2008.
- العالم غير مرئي "The World Unseen " أنتج عام 2008
- بيت الغد "The House of Tomorrow" أنتج عام 2011
- على الرغم من تساقط الثلوج "Despite The Falling Snow" أنتج عام 2015
- Polarized (ما زال قيد الإنتاج) عام 2022